# Floortje Mackaij
Floortje Mackaij, née le 18 octobre 1995 à Woerden est une coureuse cycliste néerlandaise, professionnelle depuis 2013.

## Biographie

### Enfance et adolescence

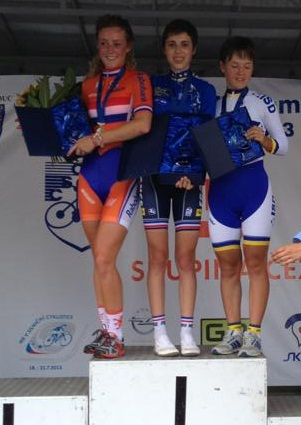
Aux championnats d'Europe du contre-la-montre juniors 2013 (à gauche)

Floortje Mackaij est la fille de l'ancien cycliste professionnel Ron Mackay. Elle a commencé en tant que patineuse de vitesse quand elle avait sept ans, elle est devenue membre d'un club de patinage de vitesse locale. En catégorie juniors, elle a patiné au niveau national et faisait partie de la sélection régionale. Entre 2011 et 2013, elle a participé chaque année aux championnats juniors néerlandais. Son meilleur résultat est la 6e place sur le 3 000 m individuel en 2012. Dans le cadre de sa formation de patinage, elle a entrepris du cyclisme pendant les vacances d'été. À la fin de 2012, elle a rejoint la sélection nationale et a changé son sport principal passant du patinage de vitesse au cyclisme. Elle fait partie du club de Woerden. Lors de l'Energiewacht Tour juniors, elle gagne la troisième étape, le classement par points et prend la troisième place du classement général. En juillet 2013, elle a remporté la médaille d'argent dans l'épreuve du contre-la-montre juniors des championnats d'Europe sur route 2013 derrière Séverine Eraud.

### 2015: premières victoires professionnelles
Floortje remporte sa première victoire UCI élite en mars 2015, la course belge Gand-Wevelgem. Elle s'est échappée d'un groupe dans les trois derniers kilomètres et n'a pas été rejointe par ses partenaires d'échappées. Le 3 mai 2015, elle confirme en remportant au sprint face à deux autres baroudeuses, la 3e étape du Festival luxembourgeois du cyclisme féminin Elsy Jacobs. En juillet, au BeNe Ladies Tour, elle part en échappée avec Jolien D'Hoore et Elena Cecchini lors de la première étape. La Belge la devance au sprint. Elle s'empare néanmoins du maillot de leader du classement de la meilleure jeune. Sixième du contre-la-montre puis deuxième de l'étape 2b, elle conserve sa deuxième place du classement général jusqu'à la fin de l'épreuve. Quatre mois plus tard, elle gagne en solitaire la 3e étape du Tour de Belgique.

### 2016
En mars, elle se classe septième du Tour de Drenthe. En avril, elle est la meilleure jeune de l'Energiewacht Tour. En juin, après plusieurs top dix dans les étapes, elle remporte le classement de la meilleure jeune du Women's Tour. 
Au BeNe Ladies Tour, Floortje Mackaij est deuxième de la deuxième étape secteur a, puis du contre-la-montre. Quatrième de la dernière étape, elle termine l'épreuve à la deuxième place du classement général.
Le 10 août 2016, elle se fracture la clavicule sur chute lors de la troisième étape de la Route de France.

### 2017
En 2017, l'arrivée d'Ellen van Dijk et Coryn Rivera la place quelque peu dans l'ombre. Elle fait cependant partie de l'effectif qui participe à la plupart des courses et contribue à une année très prolifique pour l'équipe dont le titre de championne du monde du contre-la-montre par équipes à Bergen en Norvège.

### 2018

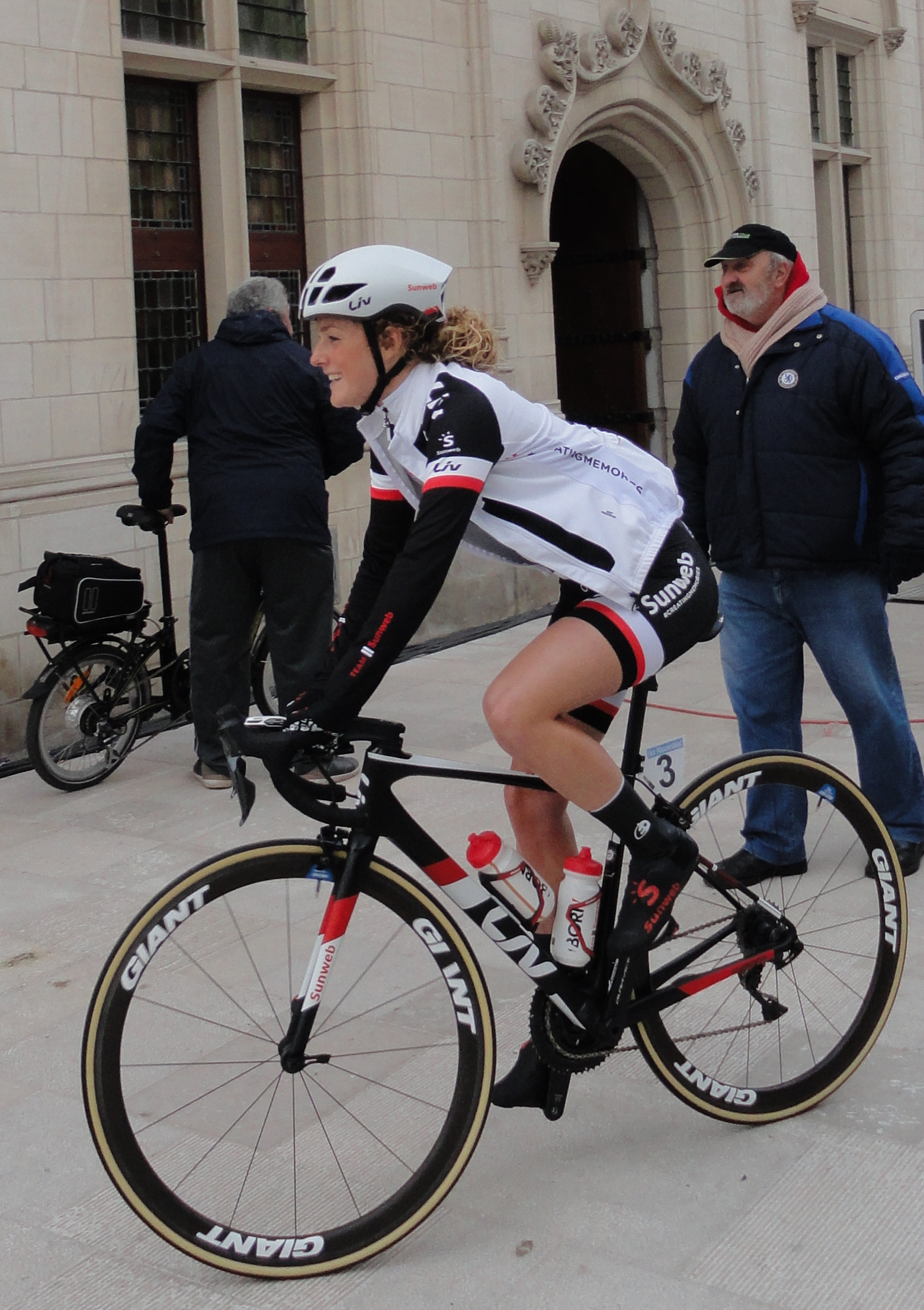
Au départ du Tour des Flandres

Sur le circuit du Westhoek, Floortje Mackaij part dans le Catteberg à quatre kilomètres de l'arrivée. Elle s'impose seule.
Au Tour de Feminin - O cenu Ceskeho Svycarska avec la sélection nationale néerlandaise. Elle remporte la première étape légèrement détachée. Dans le contre-la-montre, elle doit laisser le maillot jaune à Lauretta Hanson. Elle s'impose néanmoins l'après-midi avec deux secondes d'avance sur le peloton. Le dernier jour, elle ne peut rien contre une échappée de six coureuses qui la relègue à la huitième place du classement général.

### 2019

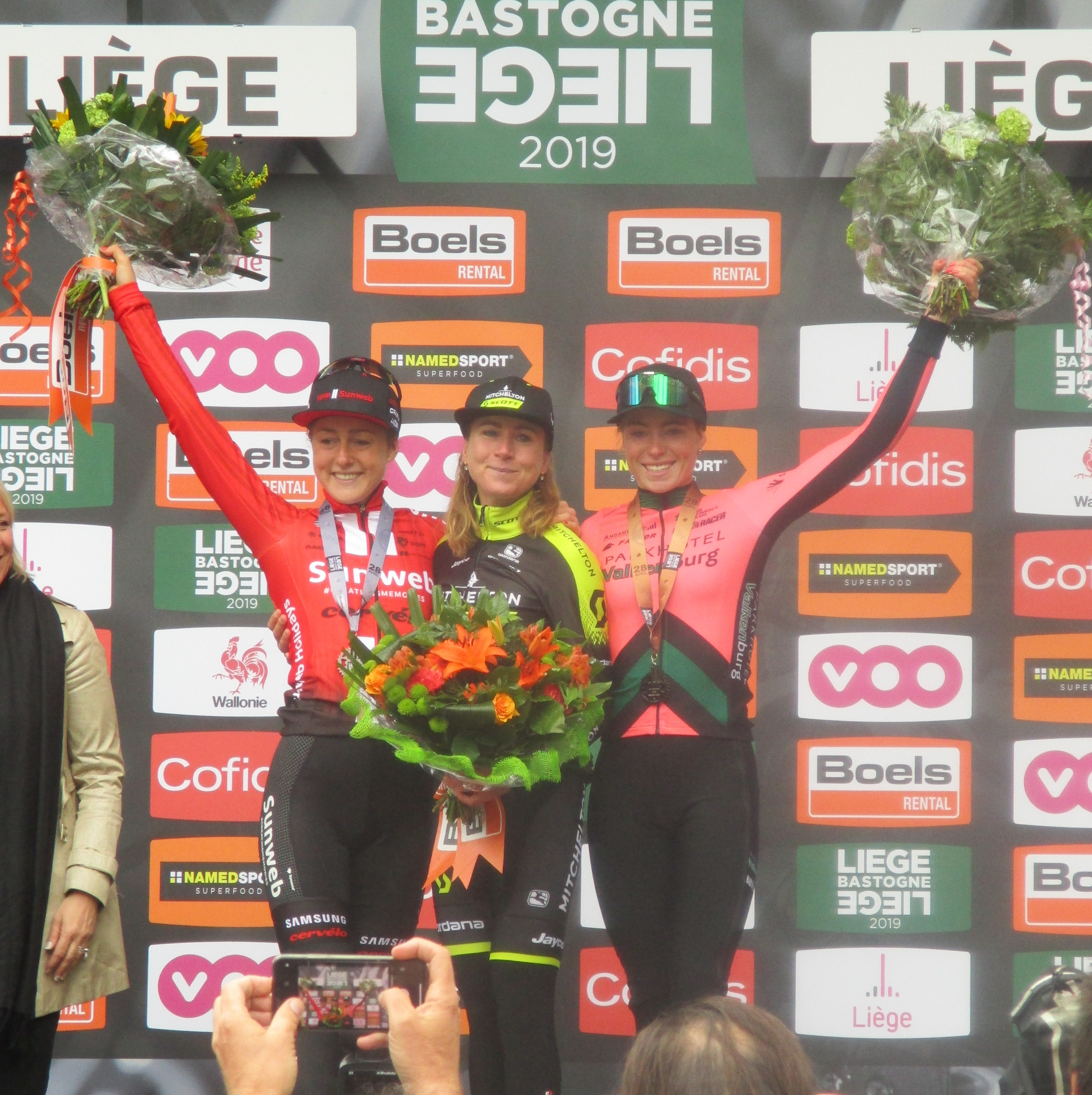
Podium de Liège-Bastogne-Liège

Au Tour de Drenthe, Floortje Mackaij prend la septième place. À Liège-Bastogne-Liège, dans le final, Floortje Mackaij attaque dans le final et vient prendre la deuxième place derrière Annemiek van Vleuten, auteur d'une longue échappée.
En juillet, elle s'adjuge le titre de champion d'Europe de relais mixte avec l'équipe des Pays-Bas. Sur la course en ligne, elle est l'auteur de la première attaque de la journée,.

### 2020
Au Circuit Het Nieuwsblad, dans le mur de Grammont, Annemiek van Vleuten accélère. Floortje Mackaij la suit à quelques mètres. Au sommet cependant la première prend un avantage décisif. Un groupe de poursuite se forme dans le Bosberg. Floortje Mackaij est troisième de la course.
À la Flèche brabançonne, l'équipe est active en tête du peloton. À dix-sept kilomètres du but, alors que Stephens est presque reprise, Grace Brown attaque à son tour. Derrière, Liane Lippert et Floortje Mackaij partent à sa poursuite mais n'opèrent jamais la jonction. Elles sont deuxième et troisième. Au Tour des Flandres, Floortje Mackaij fait partie du groupe des favorites. Dans les derniers kilomètres de course, elle attaque et prend quelques secondes au groupe, mais est finalement reprise. Elle se classe douzième.

### 2021
Elle se classe septième d'À travers les Flandres. Au Grand Prix de Plouay, elle fait partie du groupe de quatre coureuses en poursuite derrière Elisa Longo Borghini. Finalement, elles sont toutes reprises. Dans la troisième étape du Ceratizit Challenge by La Vuelta, elle fait partie du groupe de poursuite derrière Annemiek van Vleuten. Elle est cinquième de l'étape et huitième du général. Elle gagne ensuite le Trophée des Grimpeuses en Belgique.

## Style
Bonne coureuse de contre-la-montre, elle réalise de bonnes performances quand la météo est mauvaise.

## Palmarès

### Palmarès par années
- 2013
  -  Championne des Pays-Bas du contre-la-montre juniors
  - 3e étape de l'Energiewacht Tour juniors
  -  Médaille d'argent aux championnats d'Europe du contre-la-montre juniors
  - 3e de l'Energiewacht Tour juniors
- 2014
  - Parel van de Veluwe
- 2015
  - Gand-Wevelgem
  - 3e étape du Tour de Belgique
  - 3e étape du Festival luxembourgeois du cyclisme féminin Elsy Jacobs
  - 2e du BeNe Ladies Tour
  - 3e du 94.7 Cycle Challenge
- 2016
  - 2e du Circuit de Borsele
  - 2e du BeNe Ladies Tour
  - 3e de l'Omloop van de Ijsseldelta
  - 3e du Tour du Yorkshire
- 2017
  -  Championne du monde du contre-la-montre par équipes
  - 3e du championnat des Pays-Bas sur route
  - 9e du championnat d'Europe sur route espoirs
- 2018
  - Omloop van de Westhoek
  - 1re et 4e étapes du Tour de Feminin - O cenu Ceskeho Svycarska
  - 2e du Samyn des Dames
  - 3e d'À travers les Flandres
  - 8e du Tour de Norvège
- 2019
  -  Championne d'Europe du relais mixte contre-la-montre
  - 2e de Liège-Bastogne-Liège
  - 3e du contre-la-montre par équipes de l'Open de Suède Vårgårda
  - 7e du Tour de Drenthe
- 2020
  - 3e du Circuit Het Nieuwsblad
  - 3e de la Flèche brabançonne
- 2021
  - Trophée des Grimpeuses : 
    - Classement général
    - 2e étape

  - 2e de la Kreiz Breizh Elites Dames
  -  Médaillée de bronze du championnat d'Europe du relais mixte contre-la-montre
  - 5e du Tour de Drenthe
  - 8e du Ceratizit Challenge by La Vuelta
- 2022
  - 3e de l'Omloop van het Hageland
  - 3e du Drentse 8 van Westerveld
  - 3e du contre-la-montre par équipes de l'Open de Suède Vårgårda
  - 6e de Paris-Roubaix
  - 8e du Tour du Pays basque
- 2023
  - Tour de la Communauté valencienne
  - 3e de la Clásica de Almería
  - 10e des Strade Bianche

### Résultats sur les grands tours

#### Tour d'Italie
6 participations
- 2015 : 52e
- 2017 : 39e
- 2019 : 39e
- 2020 : 25e
- 2021 : 23e
- 2023 : 41e

#### Tour de France
2 participations
- 2023 : 65e
- 2024 : 52e

### Classements mondiaux
| Année                                 | 2014 | 2015 | 2016 | 2017 | 2018 | 2019 | 2020 | 2021 | 2022 | 2023 | 2024 |
| ------------------------------------- | ---- | ---- | ---- | ---- | ---- | ---- | ---- | ---- | ---- | ---- | ---- |
| Classement UCI                        | 166e | 44e  | 31e  | 89e  | 35e  | 31e  | 46e  | 42e  | 34e  | 63e  | 201e |
| Coupe du monde                        | 60e  | 76e  |      |      |      |      |      |      |      |      |      |
| UCI World Tour                        |      |      | 55e  | 56e  | 34e  | 20e  | 44e  | 29e  | 27e  | 90e  | 191e |
|                                       |      |      |      |      |      |      |      |      |      |      |      |
| Légende : nc = non classéSource : UCI |      |      |      |      |      |      |      |      |      |      |      |